# Eupithecia tabacata
Eupithecia tabacata là một loài bướm đêm trong họ Geometridae.